# Minnesota Twins

Cap Logo

Minnesota Twins is een Amerikaanse honkbalclub uit Minneapolis, Minnesota. De club werd in 1894 opgericht (als de Kansas City Blues). Rond de eeuwwisseling verhuisde de club naar Washington en was daar bekend onder de namen Washington Senators en de Washington Nationals. Sinds 1961 heet de club Minnesota Twins en ligt hun thuishonk in Minneapolis.
De Minnesota Twins spelen hun wedstrijden in de Major League Baseball. De club komt uit in de Central Division van de American League. Het stadion van de Twins heet het Target Field. Ze hebben de World Series driemaal gewonnen, in 1924, 1987 en 1991.

## Erelijst
Van 1894 t/m 1900 als Kansas City Blues, van 1901 t/m 1904 als Washington Senators, van 1905 t/m 1906 als Washington Nationals, van 1907 t/m 1960 weer als Washington Senators, en van 1961 t/m heden als Minnesota Twins.
- Winnaar World Series (3×): 1924, 1987, 1991
- Runners-up World Series (3×): 1925, 1933, 1965
- Winnaar Western League (van 1885 tot en met 1900 was dit de voorloper van de huidige American League) (1×): 1898
- Winnaar American League (6×): 1924, 1925, 1933, 1965, 1987, 1991
- Winnaar American League Central (9×): 2002, 2003, 2004, 2006, 2009, 2010, 2019, 2020, 2023
- Winnaar American League West (4×): 1969, 1970, 1987, 1991
- American League Wild Card Game (van 2012 t/m 2019 en 2021) (1×): 2017
- American League Wild Card Series (2020 en sinds 2022) (2×): 2020, 2023